# Cremasteria cymatilis
Cremasteria cymatilis är en svampart som beskrevs av Meyers & R.T. Moore 1960. Cremasteria cymatilis ingår i släktet Cremasteria, divisionen sporsäcksvampar och riket svampar.   Inga underarter finns listade i Catalogue of Life.